# Marija Geml
Marija Geml (Molin, 28. travnja 1938.) je hrvatska kazališna, televizijska i filmska glumica.

## Životopis
Godine 2012. zaigrala je u predstavi temeljenoj na romanu Vedrane Rudan "Dabogda te majka rodila", koprodukcija HNK "Ivana pl. Zajca" i HKD Teatra iz Rijeke.

## Filmografija

### Televizijske uloge
- "Mejaši" kao Kata Ožbolt (1970.)
- "Gruntovčani" kao Kata Ožbolt (1975.)
- "Marija" kao Damirova majka (1977.)
- "Velo misto" kao žena na prozoru (1980.)
- "Jelenko" (1981.)
- "Nepokoreni grad" (1982.)
- "Inspektor Vinko" kao Hrčkovka (1984.)

### Filmske uloge
- "Kolinje" kao Kata Ožbolt (1970.)
- "Lov na jelene" kao načelnikova tajnica (1972.)
- "Sudite me" (1978.)
- "Lidija" (1981.)
- "Hoću živjeti" kao Stevova žena (1982.)
- "Vježbanje života" (1991.)
- "Anđele moj dragi" kao gardistova baka (1995.)
- "Maršal" kao Kate (1999.)
- "Suša" kao baka (2002.)
- "Noćni brodovi" kao Tonka (2012.)
- "Plavi Petar" kao starica (2016.)

## Vanjske poveznice
- Marija Geml u internetskoj bazi filmova IMDb-u (engl.)